# Ordonnance de cessation et d’abstention
Dans les États de common law,  une ordonnance de cessation et d’abstention (anglais : Cease and desist order) est un terme juridique qui est employé pour demander à une personne ou une organisation de cesser de manière permanente de faire quelque chose (cesser de et renoncer à faire quelque chose),. Une lettre de cessation et d'abstention devient une ordonnance (order) lorsqu'elle est envoyée par une autorité publique .
Le terme est employé dans deux contextes différents : 
- une ordonnance peut être publiée par un juge, avec une signification légale bien définie ;
- une lettre de cessation et d’abstention peut être envoyée par n’importe qui, bien que typiquement elle soit rédigée par un avocat. Dans ce cas, elle est assortie de menaces de poursuites judiciaires au cas où l'activité incriminée continuerait.

Il est inexact d'affirmer qu'une ordonnance de cessation et d’abstention est en tous points équivalente à une mise en demeure en droit civil. En common law, la lettre de demande (en anglais : demand letter) correspond davantage à la mise en demeure. Lorsqu'elle provient d'un juge, l'ordonnance de cessation et d'abstention équivaut à une injonction.